# Nick Stabulas
Nicholas Stabulas, detto Nick (New York, 18 dicembre 1929 – Great Neck, 6 febbraio 1973), è stato un batterista statunitense di musica jazz.

## Biografia
Dopo aver studiato la batteria dal 1946 al 1948 (sotto la guida di Henry Adler) fu attivo nei locali jazz del Greenwich Village.
Suonò e incise, tra gli altri con: Phil Woods (1954-1957), Jon Eardley (1955-1956), Jimmy Raney (1955 e 1957), Eddie Costa (1956), Friedrich Gulda (1956), George Wallington (1956-1957), Al Cohn (1956-1957 e 1960), Zoot Sims (1957), Gil Evans (1957), Mose Allison (1957-1958), Carmen McRae (1958), Don Elliott (1958), in seguito lavorò anche con Chet Baker, Kenny Drew e Bill Evans.
Il 6 giugno 1964 era nel gruppo del pianista Lennie Tristano che si esibì in un concerto dal vivo al Half Note che fu trasmesso anche dalla rete televisiva statunitense CBS.
Morì a causa di un incidente automobilistico.
I suoi batteristi di riferimento furono: Max Roach, Kenny Clarke e Art Blakey.